# 푸드 파워

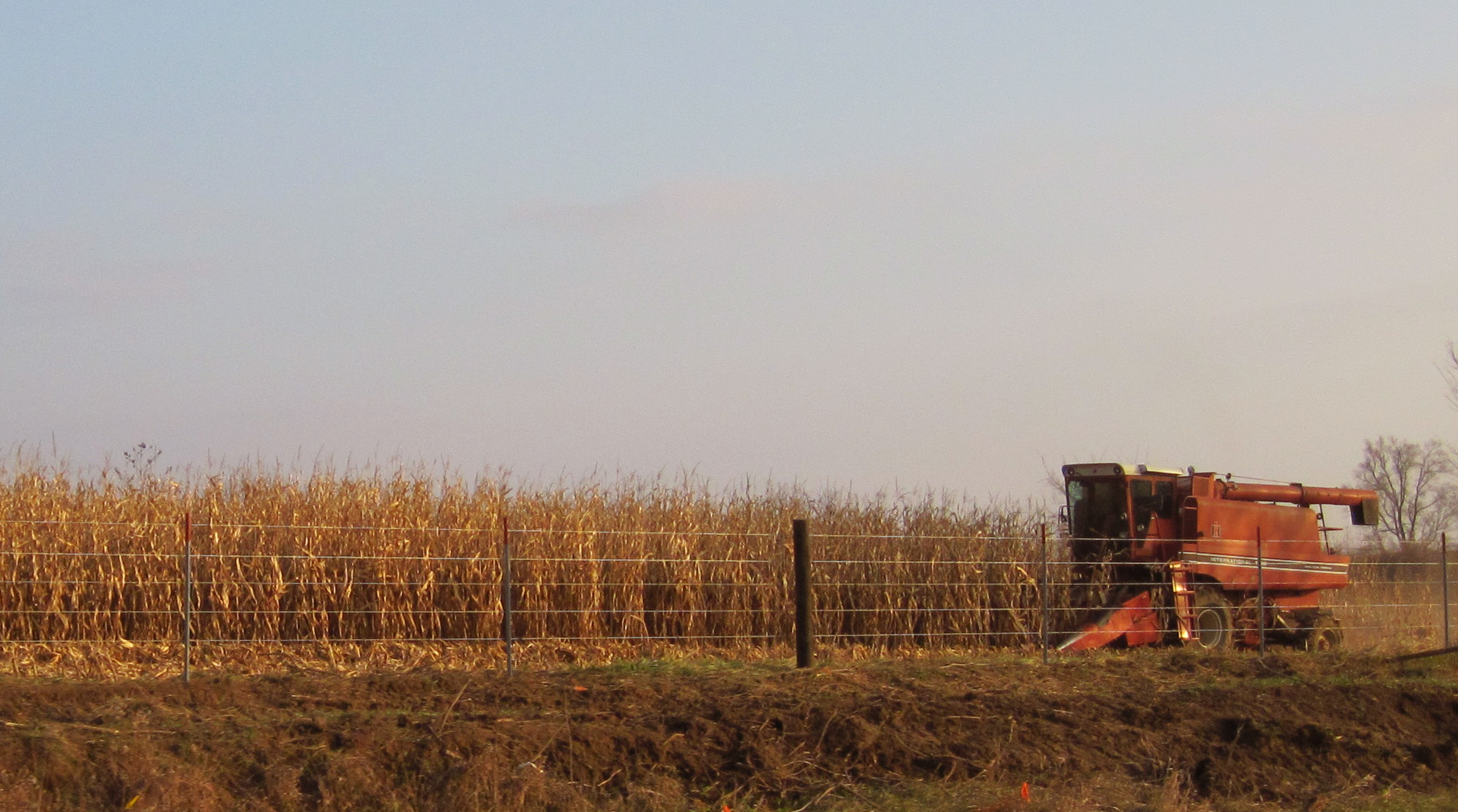
미국 아이오와주에서 옥수수를 수확하는 모습.

국제 정치에서 푸드 파워(food power), 식량 파워, 식량력은 한 국가 또는 국가 그룹이 다른 국가 또는 국가 그룹에 상품을 제공하거나 보류함으로써 행동을 조작하기 위해 농업을 정치적 통제 수단으로 사용하는 것을 말한다. OPEC이 석유를 정치적 무기로 사용한 이후 식량의 무기화 가능성이 인식되었다. 식량은 한 국가의 정치적 행동에 큰 영향을 미친다. 푸드 파워 행위에 대응하여 국가는 일반적으로 자국 시민에게 식량을 제공하기 위해 행동한다.
푸드 파워는 식량 정치의 필수적인 부분이다. 푸드 파워의 개념은 금수조치, 고용, 식량 정치에 사용된다. 한 국가가 푸드 파워를 효과적으로 활용하려면 희소성, 공급 집중, 수요 분산, 행동 독립성을 효과적으로 적용하고 보여주어야 한다. 소규모로, 특히 일부 아프리카 국가에서는 내부 전쟁과 분쟁에서 반대 세력이 자국민에 대한 무기로 푸드 파워를 사용해 왔다.

## 역사적 배경
이 가상의 푸드 파워를 행사할 만큼 충분한 농산물을 수출하는 5개 세계 수출국이 있다: 유럽 연합, 미국, 브라질, 중화인민공화국, 캐나다. 부족 시기에 이들 국가에 의존해야 하는 식량 수입국은 필요한 공급품이 보류될 경우 식량 위기에 직면할 수 있다. 그러나 식량 수입국의 정치 지도자들은 의존성에 대한 불안감을 표명했지만, 식량 수출국은 일반적으로 식량을 보류하지 않는다. 이는 이들 국가의 농업 생산자들이 정부에 계속 수출하도록 압력을 가하기 때문이다.

## 정책

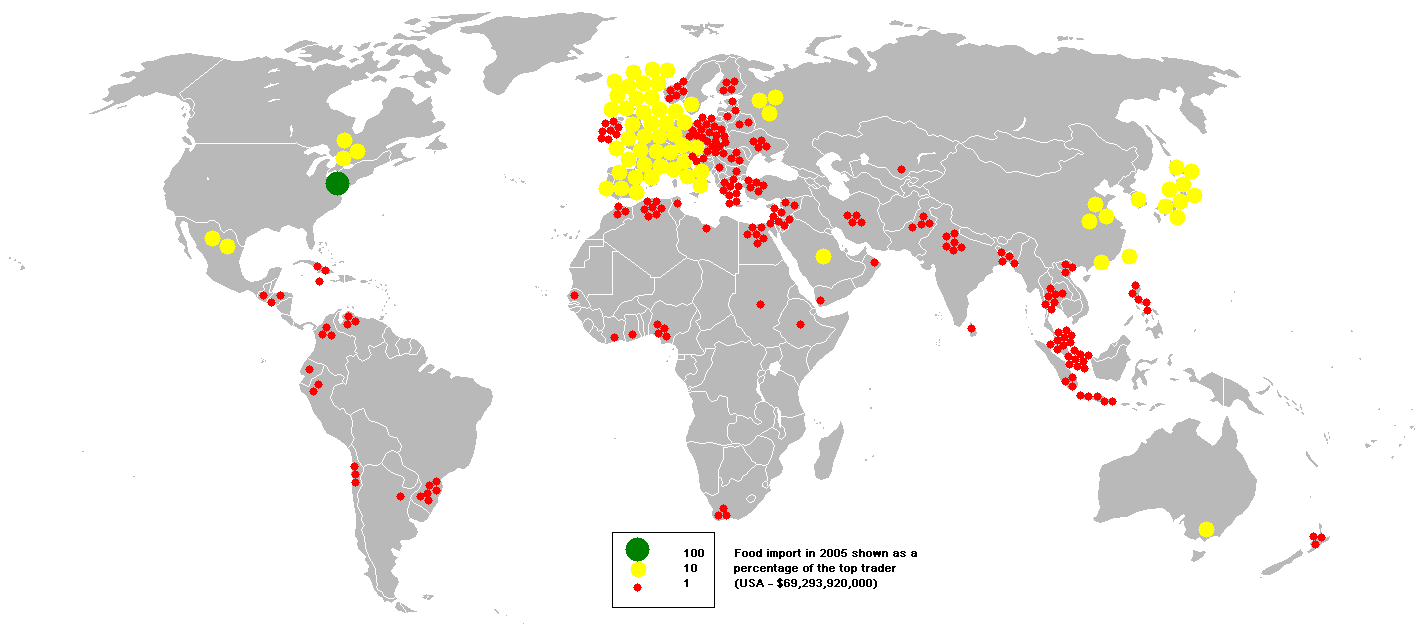
2005년 식량 수입량

식량 정치는 식량 생산, 통제, 규제, 검사 및 유통의 정치적 측면을 말한다. 이 정치는 적절한 농업, 축산 및 소매 방법과 규제에 관한 윤리적, 문화적, 의학적, 환경적 논쟁에 영향을 받을 수 있다. 푸드 파워는 식량 정치의 필수적인 부분이다.
1974년 미국 농무장관 얼 버츠는 "식량은 무기다"라고 말했다. OPEC이 석유를 정치적 무기로 사용하면서 미국이 식량을 다른 국가에 대한 도구로 사용하여 미국의 목표를 달성할 가능성이 생겼다.
푸드 파워의 대안적인 사용법도 있다. 수입국은 정치적 양보가 이루어지지 않는 한 수입을 계속 거부할 수 있다. 이는 수출국이 수출을 거부하는 것과 동일한 효과를 낼 것이다. 이러한 예시로는 미국이 쿠바 설탕 할당량을 줄인 경우가 있다. 간단히 말해, 수요 집중(한 수입국이 지배적인 구매자)과 공급 분산(여러 수출국이 동일한 제품을 판매하기 위해 경쟁)은 수입국이 이러한 교환을 정치적으로 자신에게 유리하게 사용하려고 시도할 수 있음을 의미한다. 이는 특히 수출국이 수출할 다른 것이 거의 없는 경우(낮은 행동 독립성) 특히 효과적이다.

### 푸드 파워와 식량 안보
식량 안전 보장과 푸드 파워는 같은 것이 아니다. 그러나 이들은 종종 직접적인 관련이 있다. 식량 안전 보장은 특정 지역의 모든 사람들이 언제든지 활동적이고 건강한 삶을 위한 충분한 식량을 가질 때를 말한다. 푸드 파워는 정부, 기업, 지도자, 국가 등이 무언가를 얻기 위해 이러한 안전 보장을 빼앗을 때 관련된다. 많은 국가들이 다른 국가의 식량 안보를 위협하기 위해 푸드 파워를 이용한다. 국가의 복지는 국민의 복지와 직접적인 관련이 있으므로 각 국가는 자국민을 위한 적절한 식량 공급을 원한다. 그러나 이러한 욕구는 식량 정치에서 쉽게 지렛대로 사용될 수 있으며, 푸드 파워를 보여준다.

### 푸드 파워와 금수조치

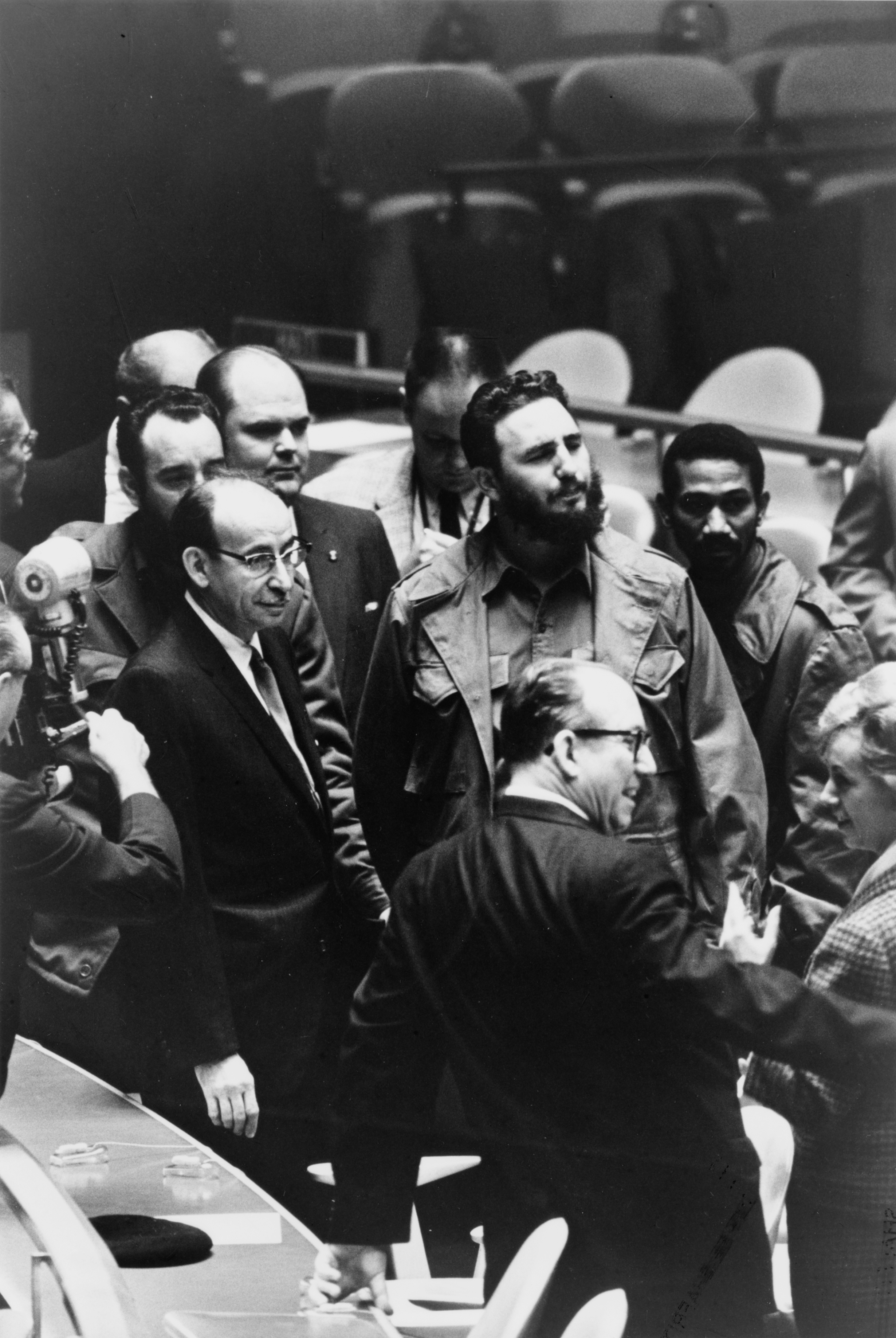
피델 카스트로가 유엔 총회 회의에서

금수조치는 푸드 파워와 같지 않지만, 푸드 파워는 금수조치에 사용될 수 있다. 사실, 제한 품목 목록에 식량이 포함되지 않은 금수조치는 종종 실패한다. 예를 들어, 1914년 8월 20일 연합국은 독일로 정상적으로 배송되던 중요한 품목에 대한 금수조치를 시작했다. 그러나 식량이 제한 품목 목록에 추가되기 전까지는 금수조치가 완전하거나 효과적이지 않았다. 식량은 진정한 힘을 가지고 있다. 식량이 도입된 후 봉쇄는 독일 경제를 압박하기 시작했는데, 이는 독일이 식량 수입에 의존했기 때문이다. 연합국이 금수조치에 식량의 힘을 사용했기 때문에 독일은 필사적인 조치에 의존해야 했고 결국 실패했다.
1980년대 초, 미국은 소련에 대한 곡물 금수조치를 가했다. 이는 미국이 푸드 파워를 사용하려는 시도였으나, 확인되지는 않았다. 따라서 소련은 다른 공급업체로부터 곡물을 수입하여 해당 기간 동안 곡물 수입이 증가했지만, 더 높은 비용이 들었다. 또 다른 실패한 금수조치 푸드 파워 시도는 1990년 유엔 안전보장이사회가 이라크에 부과한 것이었다.
또 다른 금수조치 예시는 미국의 쿠바 금수조치이다. 이는 여전히 진행 중인 금수조치이며, 쿠바 국민의 상황과 건강이 악화되면서 이 금수조치는 많은 시위의 대상이 되었다.

## 고용

### 구조적 조건
푸드 파워는 특정 구조적 조건이 적용될 때만 효과적으로 사용될 수 있다.
1. 희소성: 수요가 많고 공급이 제한적이면 주어진 상품의 가치가 증가한다. 가격은 종종 상품의 무기로서의 잠재력을 반영한다.[4] 이는 상품에 부여된 중요성을 나타내기 때문이다. 예: 소비자가 금전적으로 높은 가격을 지불할 용의가 있다면 정치적 양보에도 기꺼이 높은 대가를 지불할 수 있다.
2. 공급 집중: 공급은 소수의 생산자/판매자에게만 집중되어야 한다. 이는 제한된 경쟁, 가격 담합 또는 잠재적인 독점을 가능하게 한다.[4]
3. 수요 분산: 판매자가 소비자를 서로 경쟁시키고 가격을 인상하거나 조건을 붙일 수 있게 한다.[4] 이는 경제재인 식량을 무기로 사용하는 데 유리하다.[4]
4. 행동 독립성: 효과를 보장하기 위해 판매자/생산자는 자신의 자산을 통제해야 한다. 판매자/생산자는 생산 과정을 통제할 수 있어야 하거나(생산을 수행하는 기업에 대한 정부 통제를 통해), 자산에 대한 통제를 유지하거나 확대할 수 있도록 다른 차원의 수단에 접근할 수 있어야 한다.[12]

위에 열거된 네 가지 조건은 경제 자산인 식량을 정치적 도구로 전환하기 위해 동시에 충족되어야 한다. 이는 위 네 가지 조건이 충족될 때마다 자산이 사용될 것이라는 의미는 아니다. 이러한 결정은 예를 들어 주어진 분쟁의 성격과 판단, 목표, 대안적 수단, 효용 판단과 같은 추가적인 조건이 있을 때만 고려될 것이다.

### 경제 무기로서의 사용
한 국가 또는 다른 국가에 대해 경제 무기를 사용하는 여러 가지 용도가 있다. 경제 무기를 사용하는 한 가지 용도는 판매자/구매자가 사업 계약 조건에 대해 협상하는 경우이다. 여기에는 가격, 운송, 위탁 및 지불 일정 등이 포함된다. 비록 이것이 푸드 파워의 성공적인 적용의 예시이지만, 정치적 목표는 아니다. 다른 용도는 상품 거래와 관련된 것 이외의 경제적 목표, 즉 구매자의 일반적인 경제 정책과 관련된다. 여기에는 국제수지, 인플레이션 또는 조세 및 토지 보유와 같은 일반적인 문제가 포함된다. 이것이 첫 번째와 다른 점은 명시된 조건과 제품 이전 사이에 연관성이 없다는 사실이다. 이 조건은 경제 생활 영역을 참조한다. 정치적 용도는 구매자의 외교 및 국방 정책과 관련된 것이다. 많은 사람들은 경제와 정치 사이에 도덕적 경계가 있다고 믿으며, 경제적 수단을 정치적 이득을 위해 사용하는 것을 의문스럽게 여긴다. 정치적 목적을 위해 경제 무기를 사용하는 예로는 특정 국가에 대한 불매 운동과 유엔에서 표를 매수하는 것이 있다. 네 번째 목적은 세 번째 범주의 기본 가정과 관련된다. 정부가 더 이상 서로를 합법적인 것으로 받아들이지 않는 것이다. 경제적 목표는 더 이상 상대 정부에 영향을 미치는 수단이 아니라 반대 세력을 자극하고 정부를 전복시키거나 항복시키는 것으로 간주된다.

### 미국

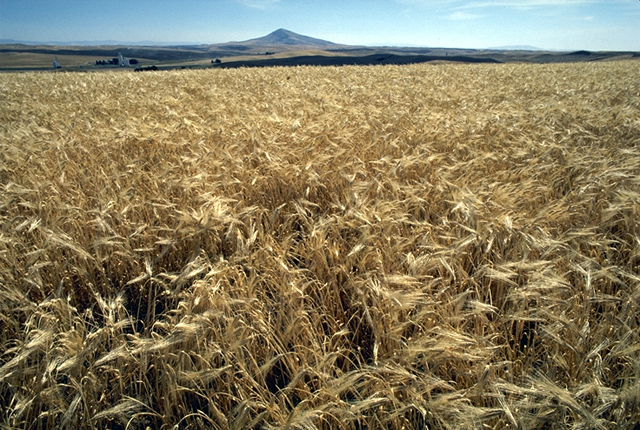
보리는 주요 사료 작물이다.

미국이 군사, 에너지, 수출 등 모든 분야에서 가장 지배적이었던 시기에는 푸드 파워에 대해 실제로 생각하지 않았다. 그러나 그 이후 일부 권력이 약화되면서 식량의 힘이 표면으로 드러났다. 식량 분야에서 미국은 여전히 최고이며, 도전받지 않는다. 미국은 세계 최대의 식량 생산국이자 수출국이다. 다른 나라들, 특히 개발도상국뿐만 아니라 가장 부유한 산유국들 중 일부도 식량 부족을 겪고 점점 더 미국산 식량 수입에 의존하게 되면서 미국은 더욱더 힘을 얻고 있다. 이는 미국이 미국산 식량을 수입하는 국가들로부터 우호적인 행동을 기대할 수 있게 한다. 또한 미국이 이들 국가에 어떤 형태로든 영향력을 행사할 가능성이 높다. 심지어 가장 가난한 OPEC 국가들 중 일부도 미국산 밀에 의존하게 되었다. 따라서 미국이 정치적 목적으로 식량 수출을 제한할 가능성이 있다. 미국은 이러한 푸드 파워를 OPEC 국가들에게 압력을 행사하는 수단으로 사용할 수 있다. 푸드 파워는 식량 부족이나 기근 시기에 가장 효과적일 것이다. 이때는 미국에 어느 정도 의존하는 국가들이 가장 절박하기 때문이다.
미국은 다른 나라들을 처벌하기 위해 종종 경제력을 사용한다. 미국이 이를 수행하는 방법 중 하나는 식량 수출을 보류하는 것이다. 다른 나라를 처벌하는 이유는 다양하지만, 크게 두 가지 주요 그룹으로 나눌 수 있다: 외교적 봉쇄 목표와 시장 개발/인도주의적 목표. 외교적 봉쇄 목표는 미국에 위협적인 국가들을 처벌하는 경향이 있다. 그러한 위협의 예로는 다른 형태의 정부를 가진 국가들이 있다. 봉쇄 목표와 관련된 더 많은 예시로는 공산주의 국가, 사회주의 정부, 급진적 정권을 지지하는 국가, 너무 약해서 반공산주의적이지 못한 불충분한 민주주의 체제, 그리고 미국의 합의를 받아들이지 않는 국가들에 대한 원조 거부가 있다. 시장 개발 및 인도주의적 목표의 예시는 미국과 경제적으로 경쟁하려는 국가들 범주에 속할 것이다. 미국은 미국 기업의 재산을 국유화하려는 국가, 미국 기업의 기능을 장악하려는 국가, 그리고 민족주의적 경제 정책을 시작하려는 국가들에 대해 대외 원조 처벌을 실행할 것이다.
미국은 1970년대 이후 국무부와 CIA가 식량 금수조치의 잠재력을 탐구하는 보고서를 발행했던 때부터 입장을 수정했다. 의회 법안 H.R. 5426, 2000년 무역 제재 개혁 및 수출 강화법은 리비아, 수단, 조선민주주의인민공화국에 적용되었던 농산물 수출 제재를 해제했으며(쿠바와의 농산물 무역은 일부 제한 하에 유지됨), 이와 관련하여 일방적인 대통령 조치에 대한 의회 거부권을 부여했다.

### 아프리카
아프리카의 식량 정치는 북미 및 유럽의 경우와 다르다. 아프리카, 특히 수단에는 소규모의 푸드 파워 사례가 존재한다. 일부 전문가들은 아프리카의 기근과 식량 불안 문제가 식량 생산의 불규칙한 결과와 인구 증가 및 환경 지속 가능성 간의 하향 나선형 상호작용 때문이라고 말한다. 그러나 자세히 살펴보면, 아프리카의 수많은 식량 불안 문제의 유일한 원인이 자연이 아님을 알 수 있다.

#### 수단

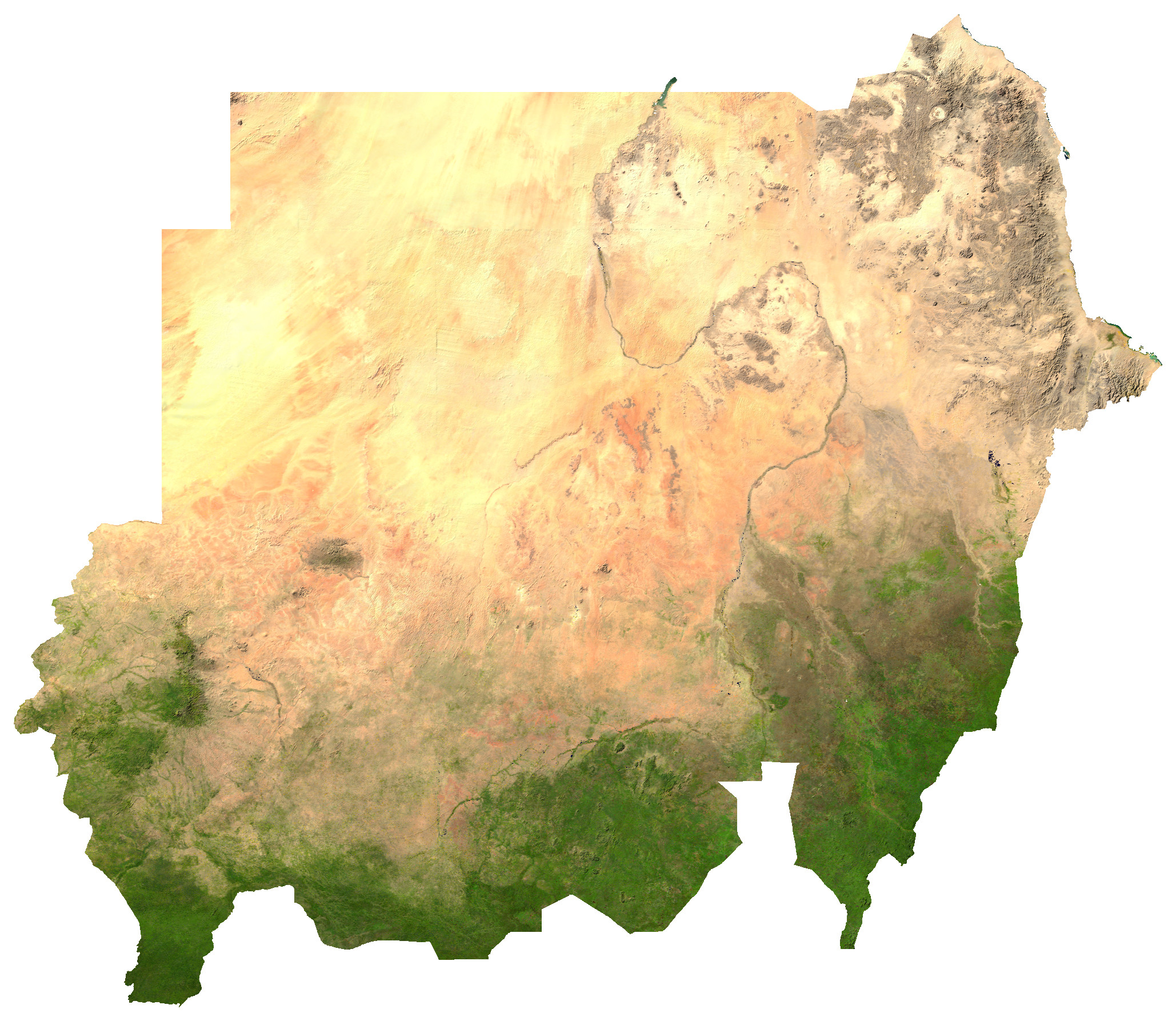
수단의 위성 사진

기근은 일반적으로 두 가지 이론으로 설명된다. 첫 번째는 식량 가용성 감소(FAD)이다. 이는 가뭄, 전쟁 또는 농업 시스템의 다른 급격한 변화의 결과이다. 이것은 기근의 자연적인 원인이다. 다른 이론은 주로 인구가 식량에 접근하거나 식량을 받을 자격이 있는지와 관련된다. 이 경우, 수단에서 반대 정치 세력들이 기근을 유발하거나 조장함으로써 국민의 표를 얻기 위해 경쟁하면서 푸드 파워가 소규모로 나타난다.
예를 들어, 1980년대 수단의 기근은 완전히 의도적이었으며, 다양한 엘리트들이 자신들의 정치적, 경제적 지위를 향상시키기 위한 수단에 불과했다. 그러나 이러한 정당들만이 수혜자는 아니었다. 상인들도 기근으로 인해 교역 조건이 변했을 때 곡물을 사재기하고 가축을 부당하게 낮은 가격에 사는 것으로 알려져 있었다. 1987년 기근 당시 서부 수단의 상인들은 다르푸르의 궁핍한 마을에 합리적인 가격으로 곡물을 팔기를 거부했기 때문에 무자비하다고 묘사되었다. 따라서 수단 기근은 식량이 정책으로 사용되었고, 국민의 필요를 완전히 무시하며 국내의 반대 전쟁 세력들의 정치적이고 권력에 굶주린 의도를 조장한 또 다른 푸드 파워의 예시였다.
1998년 수단 기근은 주로 인권 침해, 가뭄, 그리고 국제사회가 기근 위험에 적절한 속도로 대응하지 못한 결과로 발생한 인도주의적 재앙이었다. 가장 심각한 영향을 받은 지역은 수단 남서부의 바르 엘 가잘이었다. 이 지역에서는 기근으로 인해 70,000명 이상이 사망했다.

## 같이 보기
- 식량 재배 능력에 따른 국가별 실제 인구 밀도 목록

## 더 읽어보기
- Joseph D. Coffey (February 1981). 《The Role of Food in the International Affairs of the United States》 (PDF). 《Southern Journal of Agricultural Economics》 13. 29–37쪽. doi:10.1017/S0081305200024523. S2CID 53612927.
- Kevin Danaher (January 1989). 《US food power in the 1990s》. 《Race & Class》 30. 31–46쪽. doi:10.1177/030639688903000304. S2CID 145333070.
- Robert L. Paarlberg (June 1978). 《The Failure of Food Power》. 《Policy Studies Journal》 6. 537–542쪽. doi:10.1111/j.1541-0072.1978.tb01428.x.
- Robert L. Paarlberg, Food, Oil and Coercive Power, in Mark W. Zacher (ed.), The International political economy of natural resources., Edward Elgar Publishing, 1993, ISBN 1-85278-602-7, Google Print, p.76-92
- Thorald K. Warley (December 1976). 《Agriculture in International Economic Relations》 (PDF). 《American Journal of Agricultural Economics》 58. 820–830쪽. doi:10.2307/1239978. JSTOR 1239978.